# Kappa (letter)
De kappa (hoofdletter Κ, onderkast κ of ϰ, Grieks: καππα) is de tiende letter van het Griekse alfabet. κ´ is het Griekse cijfer voor 20, κ voor 20 000. De kappa wordt uitgesproken als /k/, zoals in kapper.